# Blodsøstre
Blodsøstre er en børnefilm fra 2006 instrueret af Louise Friedberg efter manuskript af Rikke de Fine Licht.

## Handling
»Blodsøstre« er en børnefilm, der handler om Sidsel, som er 7 år og lykkelig for sin yndlingsveninde Dea. Da Caroline flytter ind i opgangen, forsvinder Dea efter hende. Væk fra Sidsel. Sidsel vil have Dea tilbage. Men jo mere hun prøver, jo mere forsvinder Dea. Kampen om kærligheden er i gang. Og kampen er blodig.